# Halsua
Halsua est une municipalité de l'ouest de la Finlande, dans région d'Ostrobotnie-Centrale.

## Géographie
Située en bordure ouest de la moraine de Suomenselkä, elle est largement plane. Très peu peuplée, elle n'a jamais connu un développement économique significatif en dehors de l'exploitation de la forêt, et une bonne partie de la commune est couverte de marais jamais drainés.
La population totale n'a jamais dépassé les 2 293 (record en 1957), et elle était donc déjà avant l'exode rural une des municipalités les moins peuplées du pays.
Le petit centre administratif, au bord du modeste lac Halsuanjärvi, est situé à 472 km d'Helsinki, 424 km de Turku (capitale provinciale) et 78 km de la capitale régionale Kokkola. Aucun des 10 autres villages ne dépasse 300 habitants.
Les municipalités voisines sont Veteli à l'ouest, Kaustinen au nord-ouest, Ullava et Kälviä au nord, Lestijärvi à l'est et enfin Perho au sud.

## Démographie
Depuis 1980, la démographie d'Halsua a évolué comme suit, :
| Année      | 1980  | 1985  | 1990  | 1995  | 2000  | 2005  |
| ---------- | ----- | ----- | ----- | ----- | ----- | ----- |
| population | 1 625 | 1 677 | 1 665 | 1 629 | 1 547 | 1 441 |
| Année      | 2010  | 2015  | 2020  |       |       |       |
| population | 1 289 | 1 225 | 1 116 |       |       |       |

## Transports
La route nationale 13  de Kokkola à Jyväskylä passe à la limite sud-ouest de la municipalité de Halsua.
La Seututie 751  (Evijärvi-Räyrinki-Sillanpää-Halsua-Lestijärvi) traverse Halsua.
La  relie Matinneva à Halsua.
La gare la plus proche est sur la ligne Seinäjoki-Oulu à Kannus, mais la gare la plus fréquentée est la gare de Kokkola.

### Distances
- Jyväskylä 180 km
- Kokkola 70 km
- Lapua 130 km
- Seinäjoki 135 km

## Personnalités
- Viljami Kalliokoski (1894–1978), agriculteur, homme politique
- Hilja Pärssinen (1876–1935), députée, enseignante, avocate

## Galerie

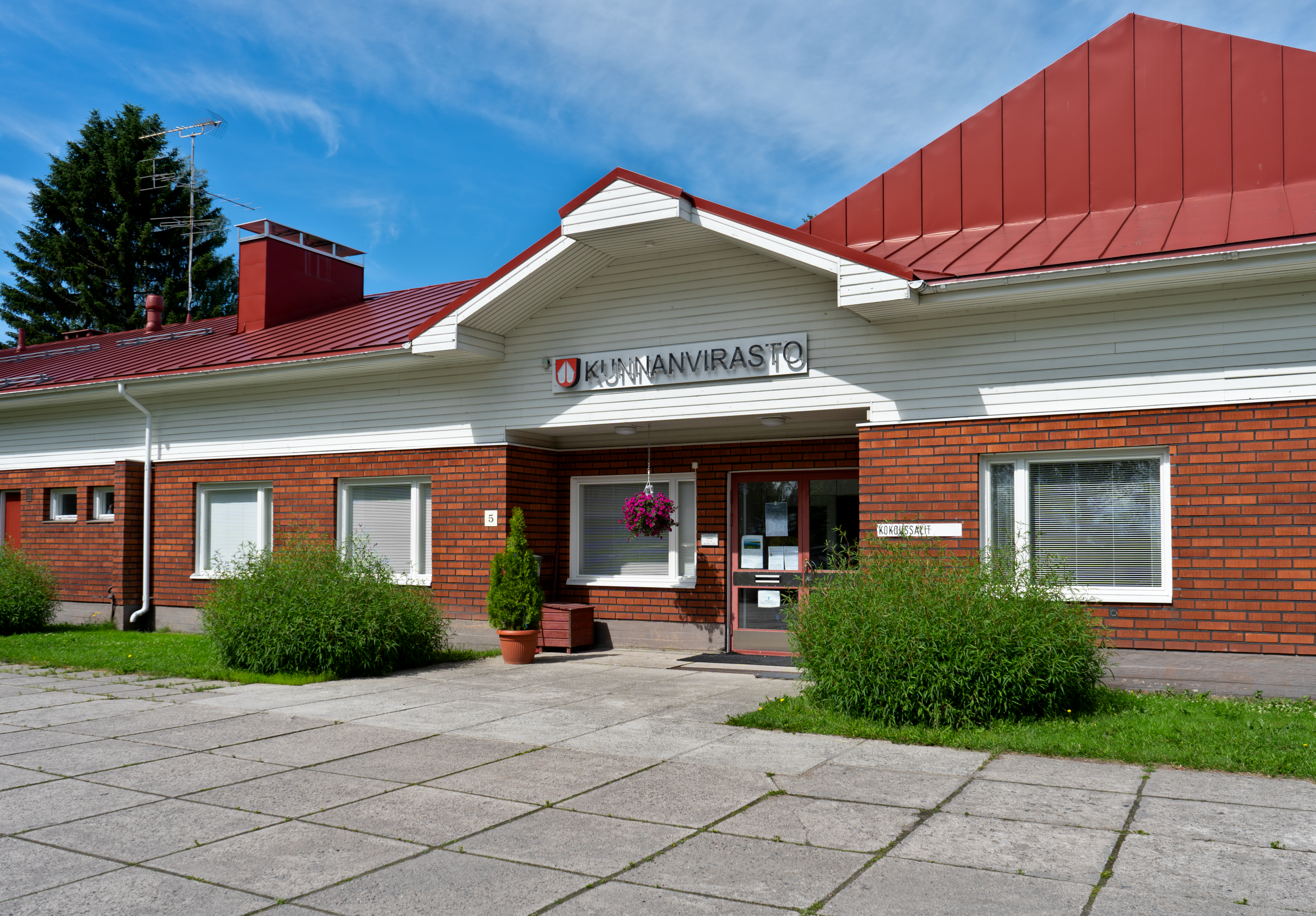
Mairie.
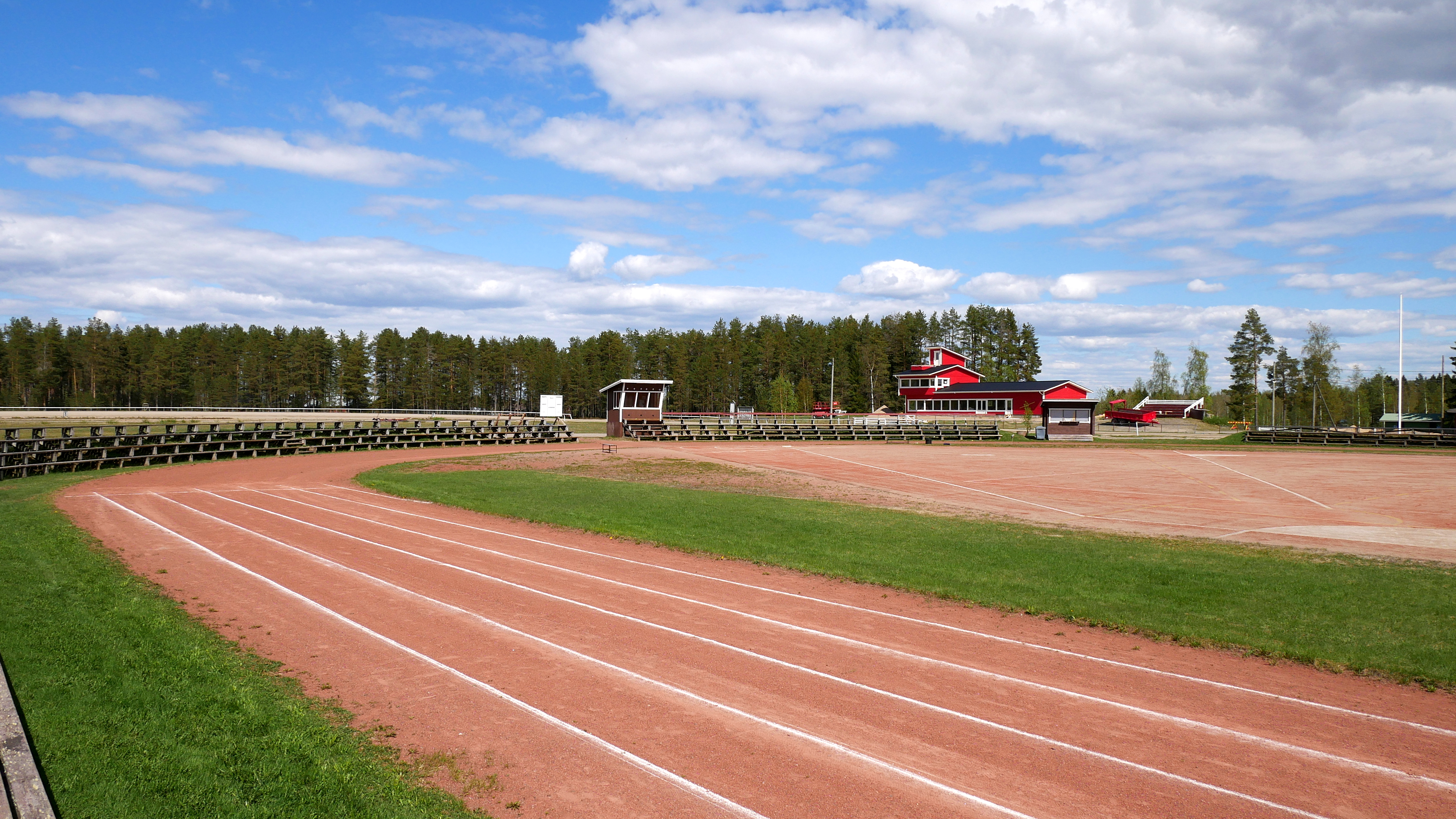
Stade.
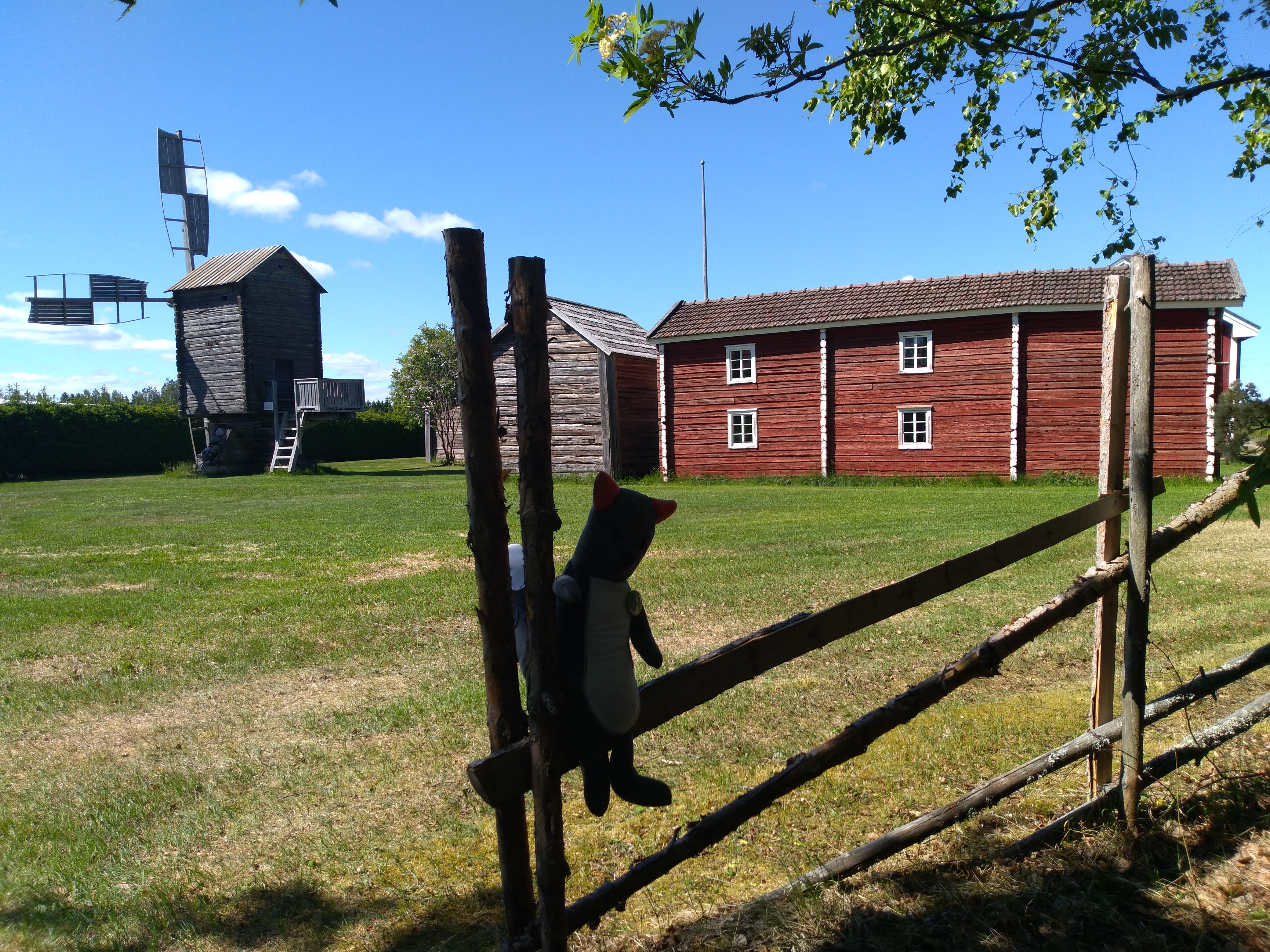
Musée.